# Eva Blanco
Eva Cristina Blanco Rodríguez ( Caracas,26 de octubre de 1929)  es una primera actriz y locutora venezolana, Ha sido parte de varias telenovelas venezolanas, como El derecho de nacer, Esmeralda, actuó en películas como La dulce tía: Vuelve la tía y 100 años de perdón, y en otros varios programas de radio y múltiples radionovelas.

## Biografía
Eva Cristina Blanco Rodríguez es la segunda de siete hermanos. Desde muy pequeña soñó con ser actriz y a pesar de haber estudiado locución, obtener el título de locutora profesional y de nunca haber dejado de ejercer su profesión se convirtió en autodidacta con el fin de aprender por sí misma a actuar.
Tras graduarse se inició en la radio, en un programa que se llamaba Cada minuto una estrella, que era una revista musical, donde se incluían todas las artes. La emisora se llamaba Radio Tropical. Participó en radionovelas, radioteatros, locución de noticias y narración. También desarrolló un programa que se llamaba Noticias y Canciones, con emisiones entre tres y seis de la tarde.
Cuando surgieron las primeras televisoras, les fue asignado un profesor a todos los trabajadores. También les enseñaron a actuar teatralmente y les indicaron cuáles eran los lentes con los que debían familiarizarse. Sus primeras actuaciones en este medio las hizo en el antiguo canal nacional, que fue el canal 5. Además de esto, Blanco también trabajó haciendo teatro. Algunas de las producciones que ha realizado en televisión son: La señorita Elena, la cual tuvo que volver hacer porque no se habían hecho las modificaciones técnicas necesarias para poder exportar la telenovela y además, hubo un cambio de los actores estelares. Formó parte del elenco de Esmeralda, Luisa mi amor, Julia, etc. viajó en tres oportunidades a Nueva York, por el gran éxito de la novela La Zulianita que tuvo bastante aceptación. Se presentó en varios cines de esta ciudad. También estuvo en Puerto Rico participando en una novela, junto a Daniel Lugo (puertorriqueño). 
En cuanto a sus participaciones en teatro, destacan: La venganza de Don Mendo la primera adaptación fue en el año 1971 y la segunda fue en 1978. Otras producciones fueron: Sagrado y obsceno, El viejo grupo y Veteranas y algo más. Tampoco podría faltar el cine, Eva participó en películas como El galope, Los inquilinos, dirigida por César Bolívar, La oveja negra de Román Chalbaud y Allá abajo en la selva. 
Tiene dos hijas y un hijo, una de ellas es Licenciada en Derecho y los otros dos son médicos: una es Médico Obstetra y el otro es Veterinario. El 19 de septiembre de 1969 Moraima Blanco, hija de la actriz, es acusada de complicidad en el asesinato del abogado zuliano Benito Rubio Reyes.

## Trabajos

### Telenovelas
- Historia de tres hermanas- María Eugenia Montero (1964)
- El derecho de nacer- Matilde (1965-1967)
- Rosario- Vivian (1968)
- Lisa, mi amor- Beatriz (1969-1970)
- Esmeralda - Blanca de Peñalver (1970)
- María Teresa- Leonor (1972)
- Peregrina- Yolanda Mendoza (1973)
- Una muchacha llamada Milagros- Cecilia (1973)
- La señorita Elena- Chelo (1975)
- Mariana de la noche- Raquel (1975)
- Cumbres Borrascosas- Nelly (1976)
- La Zulianita- Olga (1976-1977)
- Laura y Virginia- Aleyda (1977)
- Emilia- Yolanda "Yoli" de Aguirre (1979-1980)
- Mi mejor amiga- Martha (1981)
- Sorángel (telenovela) - Madre de Dulce María (1981)
- Extraño Culto (Miniserie)- Zulmira (1982)
- La heredera- Luisa Zambrano (1982)
- Querida mamá- Nora (1982)
- Julia- Rebeca (1984)
- Las amazonas- Inés Landa (1985)
- Los Donatti - Beneditta de Donatti (1986)
- El sol sale para todos- Cruz del Carmen Chacón de Pimentel (1986)
- Y la luna también- Teresa Pastor (1987)
- Paraíso- Debora de Fortunato (1989)
- Muñeca- Luciana (1990)
- Inés Duarte, secretaria- Regina Duarte (1990-1991)
- Cara sucia- Candelaria (1992)
- Por amarte tanto- Esperanza de Ramírez (1992)
- Peligrosa - Isabel ¨Chela¨ Camacho (1994)
- Pecado de amor- Blanca Vegas de Sánchez (1995)
- Samantha- Alba Luján de Aranguren (1998)
- Cuando hay pasión- Asunta (1999)
- Hechizo de amor- Clara de Salazar (2000)
- Guerra de mujeres- Dionisia (2001)
- Felina- Margot (2001)
- Las González- Prímula Da Silva (2002)
- Cosita Rica - Jueza (2003 -2004)
- Sabor a ti- Elba Montiel (2004-2005)
- El amor las vuelve locas- Madre Julia (2005)
- Con toda el alma- Rosa (2005)
- Ciudad Bendita-Greta (2006-2007)
- Arroz con leche- Milagros de Larrazabal (2007-2008)
- ¿Vieja yo?- Clemencia de Batalla (2008-2009)
- Los misterios del amor - Mireya Flores Vda. de Gutiérrez (2009)
- La viuda joven- Elda Lugo (2011)
- ¡Válgame Dios!-  Facunda Marañón (2012)
- Entre tu amor y mi amor-  Elvia Mondragón (2016)

### Películas
- Los inquilinos
- El galope
- Allá abajo en la selva
- Laggiù nella giungla- (1986)
- La oveja negra- (1987)
- La dulce tía: Vuelve la tía (1992)
- 100 años de perdón- Señora Claudia (1998)

### Teatro
- Sagrado y obsceno (1966)
- La venganza de Don Mendo (1972 y 1978)
- Señora de Azúcar (1981)
- El viejo grupo (1981)
- Veteranas y algo más
- El señor José
- Vidas privadas
- La luz que agoniza
- Catalepsia
- El extraño viaje de Simón el malo
- Los grillo sordos
- Señora de Azúcar

### Programas radiales
- Cada minuto una estrella
- Noticias y canciones
- Fiesta Fabulosa